# Kapela Majke Božje Lušačke na groblju (Rozga)
Kapela Majke Božje Lušačke je rimokatolička građevina u mjestu Rozga, općini Dubravica.

## Opis
Kapela Majke Božje Lušačke u Rozgi smještena je na povišenom položaju usred mjesnoga groblja uz cestu Harmica-Dubravica. Sagrađena je 1771. godine na mjestu starije kapele o čemu svjedoči kamena škropionica s uklesanom godinom 1609., uzidana kao spolija u sjeverni zid prizemlja zvonika. Kapela je jednobrodna građevina nepravilne orijentacije. Pravokutna tlocrtna osnova zaključena je užim svetištem eliptoidnog apsidalnoga završetka, a masivni zvonik izveden je ispred glavnoga pročelja. Unutrašnjost kapele svođena je bačvastim svodom sa susvodnicama, a svetište polukalotom. Kapela Majke Božje Lušačke na groblju u Rozgi značajno je ostvarenje barokne sakralne arhitekture na širem zagrebačkom području.

## Zaštita
Pod oznakom Z-5943 zavedena je kao nepokretno kulturno dobro - pojedinačno, pravna statusa zaštićena kulturnog dobra, klasificirano kao "sakralna graditeljska baština".